# Bulletin officiel des finances publiques - impôts
Pour les articles homonymes, voir BOI.
Le bulletin officiel des finances publiques - impôts (BOFiP-Impôts), anciennement bulletin officiel des impôts (BOI)  regroupe, en France, dans une base unique et consolidée, l'ensemble des commentaires de la législation fiscale publiés par la direction générale des Finances publiques (DGFiP).
Il a pris la suite du Bulletin officiel des impôts le 12 septembre 2012. Les archives de la base restent accessibles en ligne.
Ces commentaires, en application de l'article L. 80 A du livre des procédures fiscales, peuvent être opposés à l'administration fiscale.
Elle était « destinée à assurer la diffusion :
- des textes législatifs ou réglementaires,
- des instructions et notes à caractère fiscal ou foncier qui commentent des mesures législatives ou réglementaires nouvelles ou des décisions jurisprudentielles,
- des solutions administratives et commentaires généraux »[2].

## Intérêt
Le principal intérêt des BOI est de commenter une législation et un dispositif réglementaire souvent complexes en matière fiscale. Le bulletin, appelé aussi instruction, peut cependant parfois porter lui-même des dispositions réglementaires nouvelles relatives à l'assiette des impôts concernés. En ce cas, il devient opposable à l'administration, et les contribuables peuvent s'en prévaloir lorsque tel est leur intérêt. En principe, les services fiscaux ne l'opposent pas directement aux contribuables.
Au sein de l'administration, les BOI s'imposent aux agents des services fiscaux (anciennement DGI), qui sont tenus de les appliquer. Les BOI constituent, avec la documentation de base, les réponses aux parlementaires et les décisions de rescrit ce que les fiscalistes appellent la doctrine administrative. Celle-ci revêt la plus grande importance, tant la  norme fiscale est parfois susceptible d'interprétation.
Les cabinets fiscalistes et les grandes entreprises sont en général abonnés à cette publication. Elle fait elle-même l'objet de commentaire immédiat par les revues de droit fiscal.

## Plan de classement

### Nomenclature des anciens bulletins officiels des impôts
La nomenclature des BOI comprenait 11 séries consacrées chacune à un domaine spécifique de la fiscalité. Chaque série comprenait elle-même plusieurs divisions, à l'intitulé alphabétique. Ainsi, chaque Bulletin, référencé par série et division, venait s'insérer dans la bibliothèque d'ensemble par ordre chronologique.
Exemple : le Bulletin 5 B-1-05 appartient à la division 5, Fiscalité personnelle, série B (dispositions générales applicables à l’impôt sur le revenu). Il est le premier bulletin de cette section pour l'année 2005. Il viendra donc s'insérer dans la bibliothèque à la suite de l'année 2004 (et ainsi de suite).
Les 11 divisions sont les suivantes :
- Série 3 C.A. : Taxes sur le chiffre d’affaires
- Série 4 F.E. : Fiscalité directe des entreprises
- Série 5 F.P. : Fiscalité directe des personnes
- Série 6 I.D.L. : Impôts directs locaux
- Série 7 E. : Enregistrement
- Série 8 F.I. : Fiscalité immobilière
- Série 10 P.F. : Publicité foncière
- Série 11 CAD. : Cadastre
- Série 12 R. : Recouvrement
- Série 13 R.C. : Réglementations communes
- Série 14 A.I. : Accords internationaux

La série 9 D. : Domaine est conservée à titre d'archive depuis le transfert du Domaine à la DGCP le 1er janvier 2007.

Le BOI comporte une date de publication, à partir de laquelle il est susceptible d'être opposable.

### Plan de classement du BOFiP-Impôts
Le BOFiP-Impôts a remplacé la nomenclature ancienne des BOI par un plan de classement en 24 séries, correspondant chacune à une matière fiscale, et des annexes, divisées en six niveaux d'arborescence. 
Le début de l'arborescence de la série IR (Impôt sur le revenu) est ainsi le suivant :
- IR - Impôt sur le revenu
  - Champ d'application et territorialité
    - Titre 1 : Personnes imposables et domicile fiscal
    - Titre 2 : Règle de l'imposition par foyer fiscal
      - Chapitre 1 : Principe de l'imposition par foyer fiscal
      - Chapitre 2 : Dérogations à la règle de l'imposition par foyer fiscal
        - Section 1 : Dérogations obligatoires
        - Section 2 : Dérogations facultatives

    - Titre 3 : Personnes exonérées de l'impôt sur le revenu

Chaque document dispose d'un identifiant indiquant sa place dans l'arborescence (code « BOI », série, division, titre, chapitre, section, sous-section) ainsi que la date de publication : par exemple « BOI-TVA-CHAMP-30-10-20-10-20130523 ».

## Rédaction
Le directeur de publication en titre est le directeur général des finances publiques.

Les bulletins sont cependant signés par le directeur de la législation fiscale ou par le chef de service à l'origine de sa rédaction, c'est-à-dire le chef de bureau. Ils peuvent aussi être issus d'un bureau de la DGFiP qui n'appartient pas à la Direction de la législation fiscale.

## Portée et contentieux
Les BOI entrent en vigueur à leur date de publication, sauf mention contraire. Ils restent en vigueur jusqu'à ce qu'ils soient rapportés par un autre texte (c'est-à-dire supprimés) ou intégrés à la documentation de base.

Leur opposabilité a fait l'objet d'une importante jurisprudence par le Conseil d'État, au même titre que les autres circulaires. Si le BOI a trait à l'assiette de l'impôt, et s'il a été publié, il est opposable à l'administration. Les BOI peuvent ainsi prévoir une mesure de tolérance administrative favorable au contribuable. S'il revêt un caractère réglementaire, les contribuables intéressés peuvent le contester par la voie du recours pour excès de pouvoir.